# Heliconius colorata
Heliconius colorata är en fjärilsart som beskrevs av Hans Ferdinand Emil Julius Stichel 1919. Heliconius colorata ingår i släktet Heliconius och familjen praktfjärilar. Inga underarter finns listade i Catalogue of Life.